# Gwledd
Gwledd é um filme de terror e fantasia britânico de 2021 escrito e produzido por Roger Williams e dirigido por Lee Haven Jones. É estrelado por Annes Elwy, Nia Roberts e Julian Lewis Jones. Estreou no South by Southwest e foi exibido no Fantasia International Film Festival.

## Elenco
- Annes Elwy como Cadi
- Nia Roberts como Glenda
- Julian Lewis Jones como Gwyn
- Steffan Cennydd como Guto
- Sion Alun Davies como Gweirydd
- Caroline Berry como Delyth
- Rhodri Meilir como Euros
- Lisa Palfrey como Mair Bowen

## Lançamento
Em 30 de outubro de 2019, a Great Point Media se juntou ao American Film Market para vender os direitos mundiais de The Feast. A distribuição do Reino Unido para lançamento nos cinemas foi adquirida pela Picturehouse Entertainment em 1 de outubro de 2020. Em 29 de abril de 2021, foi anunciado pela IFC Midnight havia adquirido os direitos para lançar o filme na América do Norte.

## Recepção
No Rotten Tomatoes, o filme tem um índice de aprovação de 81% com base em 69 críticas, com uma nota média de 6,9 de 10. O consenso dos críticos do site diz: "O terror tradicional pode não estar no menu, mas para os fãs do assustadoramente inquietante, The Feast mais do que faz jus ao seu nome". No Metacritic, o filme tem uma pontuação média ponderada de 68 de 100, com base em 11 avaliações, indicando "críticas geralmente favoráveis".